# Vergilius Vaticanus

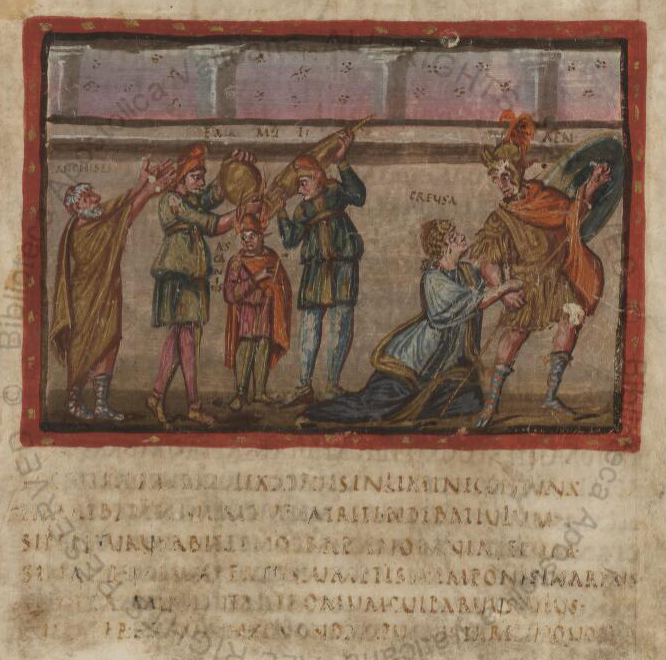
Karta z kodeksu

Vergilius Vaticanus (Biblioteka Watykańska, Cod. Vat. lat. 3225) - jest pochodzącym z około 400 roku rzymskim iluminowanym manuskryptem. Zawiera fragment Eneidy oraz Georgiki. Jest jednym z najstarszych źródeł tekstu Eneidy. Ponadto jest on jednym z 3 starożytnych ilustrowanych manuskryptów zawierających literaturę klasyczną.

## Zawartość
Książka zawiera 76 kart z 50 miniaturami. Przypuszczalnie manuskrypt pierwotnie zawierał wszystkie prace Wergiliusza (jak było to praktykowane w tamtych czasach), i mógł liczyć około 440 kart i 280 ilustracji. Tekst został napisany przez jednego skrybę kapitałą. Nie ma odstępów między wyrazami, co było powszechnie przyjęte w starożytnym Rzymie. Ilustracje zostały stworzone przez trzech różnych miniaturzystów.
Manuskrypt został stworzony prawdopodobnie dla pogańskiego dostojnika.

## Miejsca przechowywania księgi
Zapiski na marginesach potwierdzają przebywanie manuskryptu w północnych Włoszech w VII wieku. W drugiej ćwierci IX wieku przebywał już we Francji, w Tours. Francuski skryba dodał notatki około roku 1400.

## Faksymile
- Wright, David H. Vergilius Vaticanus : vollständige Faksimile-Ausgabe im Originalformat des Codex Vaticanus Latinus 3225 der Biblioteca Apostolica Vaticana. Graz, Austria : Akademische Druck- u. Verlagsanstalt, 1984.